# Ostre Bardo (Połczyn-Zdrój)
Ostre Bardo (deutsch Wusterbarth) ist ein Dorf in der polnischen Woiwodschaft Westpommern. Es gehört zur Gemeinde Połczyn-Zdrój (Bad Polzin) im Powiat Świdwiński (Schivelbein).

## Geografische Lage
Ostre Bardo liegt neun Kilometer nördlich von Połczyn-Zdrój an der Woiwodschaftsstraße Nr. 163 Kołobrzeg (Kolberg) – Białogard (Belgard) – Połczyn-Zdrój – Czaplinek (Tempelburg) – Wałcz (Deutsch Krone). Das Dorf ist in eine ebene Landschaft eingebettet, die von der Dębnica (Damitz), einem Nebenfluss der Parsęta (Persante), durchzogen wird. Die nächste Bahnstation war bis zur Stilllegung der Stecken Połczyn-Zdrój an den Strecken Świdwin – Połczyn-Zdrój bzw. Grzmiąca–Kostrzyn nad Odrą.

## Ortsgeschichte
Der Ort Wusterbarth (bis 1867 noch Wusterbard) bestand bis 1945 aus dem seit 1394 existierenden Lehnsgut, das der Familie von Wolden gehörte, und dem eigentlichen Dorf mit den Vorwerken Bukow, Zabelshof, Nemrin (heute polnisch Niemierzyno) und Dechow. Darüber hinaus hatte es noch weitere Vorwerke und Ansiedlungen, ebenso eine Mühle, die vom Wasser der Damitz angetrieben wurde. Im Jahre 1672 vernichtete ein großer Brand zahlreiche Gebäude.
1865 zählte die Gemeinde 468 Einwohner, 36 Wohnhäuser und 55 Wirtschaftsgebäude. Hier lebten überwiegend Landarbeiter. 1931 betrug die Gesamtfläche 2683,3 Hektar, und die Einwohnerzahl blieb 1939 mit 482 Personen in 132 Haushaltungen nahezu konstant. Letzte deutsche Eigentümer von Wusterbarth waren die Familien von Wolden und Knobelsdorff-Brenkenhoff.
Die Landgemeinde Wusterbarth wurde im Jahre 1928 aus dem Guts- und Gemeindebezirk Wusterbarth und dem Gutsbezirk Rauden (polnisch: Rudno) gebildet. Die Gemeinde gehörte zum Amtsgerichtsbereich Bad Polzin, die polizeilichen Aufgaben nahm Landjägermeister aus Jagertow (Ogartowo) wahr.
Anfang März 1945 wurde Wusterbarth von der Roten Armee eingenommen. Der Ort kam infolge des Krieges zu Polen, und die deutsche Bevölkerung wurde vertrieben.
Heute ist Wusterbarth unter dem Namen Ostre Bardo ein Ortsteil der Gmina Połczyn-Zdrój im Powiat Świdwiński.

## Amt Wusterbarth
Die Gemeinde Wusterbarth war zugleich Amtsbezirk im Landkreis Belgard (Persante). Eingegliedert war die Gemeinde Lasbeck (polnisch Łośnica). Letzter Amtsvorsteher war Paul Henschel.

## Standesamt Wusterbarth
Das Wusterbarther Standesamt war für Wusterbarth, Lasbeck (Łośnica) und Quisbernow (Biernów) zuständig.

## Kirchspiel Wusterbarth

### Kirchengemeinde
Wusterbarth war bis 1945 eine selbständige Kirchengemeinde, die mit der Filialgemeinde Quisbernow (heute polnisch: Biernów) das Kirchspiel Wusterbarth bildete. Es lag im Kirchenkreis Belgard der Kirchenprovinz Pommern in der evangelischen Kirche der Altpreußischen Union. Zwischen 1939 und 1945 wurde vom Pfarramt Wusterbarth auch die Kirchengemeinde Buslar (Buślary) mitversorgt, die vorher zur Pfarre II der Kirchengemeinde Bad Polzin gehörte.
Zum Kirchspiel Wusterbarth gehörten im Jahre 1940 insgesamt 1260 Gemeindeglieder, von denen 650 in der eigentlichen Kirchengemeinde Wusterbarth wohnten. Das Kirchenpatronat hatten bis 1945 die Rittergutsbesitzer von Wolden in Rauden (Rudno) und Knobelsdorff-Brenkenhoff in Berlin inne.
Heute liegt Ostre Bardo im Kirchspiel Koszalin (Köslin) der Diözese Pommern-Großpolen der Evangelisch-Augsburgischen Kirche in Polen.

### Dorfkirche
Die Kirche in Wusterbarth, eine geradezu typisch pommersche Fachwerkkirche mit wertvoller Innenausstattung, stammt aus dem 17. Jahrhundert und ist heute noch gut erhalten.

### Pfarrer bis 1945
1. NN. Simon (Beiname: Krummloch)
2. Martin Rambow (1564)
3. Michael Ristow
4. Jakob Droyse
5. Martin Wend, 1602–1628
6. Lukas Hohenhausen, 1629–?
7. Johann Drave, 1680–1732
8. Michael Lange, 1732–1741
9. Joachim Christoph Saltzsieder, 1741–1784
10. Friedrich Wilhelm Engelhard Listich, 1785–1838
11. Johann Gottfried Gotthilf Noack, 1838–1854
12. Adolf Ferdinand Tischer, 1855–1868
13. Franz Hermann Trittelvitz, 1869–1882
14. Maximilian Adolf Tischer (Sohn von 12.), 1882–1896
15. Gerhard Seeliger, 1898–1913
16. Georg Zinzow, 1913–1930
17. Arno Kopisch, 1939–1945

## Schule
1818 wurde das erste Wusterbarther Schulgebäude errichtet. Die einklassige Volksschule wurde zuletzt von Lehrer Krüger geleitet.

## Persönlichkeiten: Söhne und Töchter des Ortes
- Theophil Noack (1840–1918), deutscher Zoologe und Lehrer
- Bernhard Trittelvitz (1878–1969), deutscher Arzt und Schriftsteller
- Georg Paul (1901–1980), deutscher Maler und Grafiker
- Günter Klann (* 1942), deutscher Leichtathlet